# (33049) 1997 UF5
1997 يو أف 5 (ويعرف أيضًا باسم (33049) 1997 يو أف 5 وفق تسمية الكوكب الصغير) (بالإنجليزية: 1997 UF5)‏ هو كويكب ضمن حزام الكويكبات؛ وترتيبه 33049 من حيث الاكتشاف.
اكتُشف هذا الجُرم الفلكي بواسطة Augusto Testa ‏ في 25 أكتوبر 1997.

## وصلات خارجية
- (33049) 1997 UF5 في قاعدة بيانات مختبر الدفع النفاث لأجرام النظام الشمسي الصغيرة

- الاكتشاف · مخطط المدار ·  العناصر المدارية · المعلمات المادية

- (33049) 1997 UF5 على موقع ويكي سكاي: DSS2, SDSS, GALEX, IRAS, Hydrogen α, X-Ray, Astrophoto, Sky Map, Articles and images